# Slot Braunfels

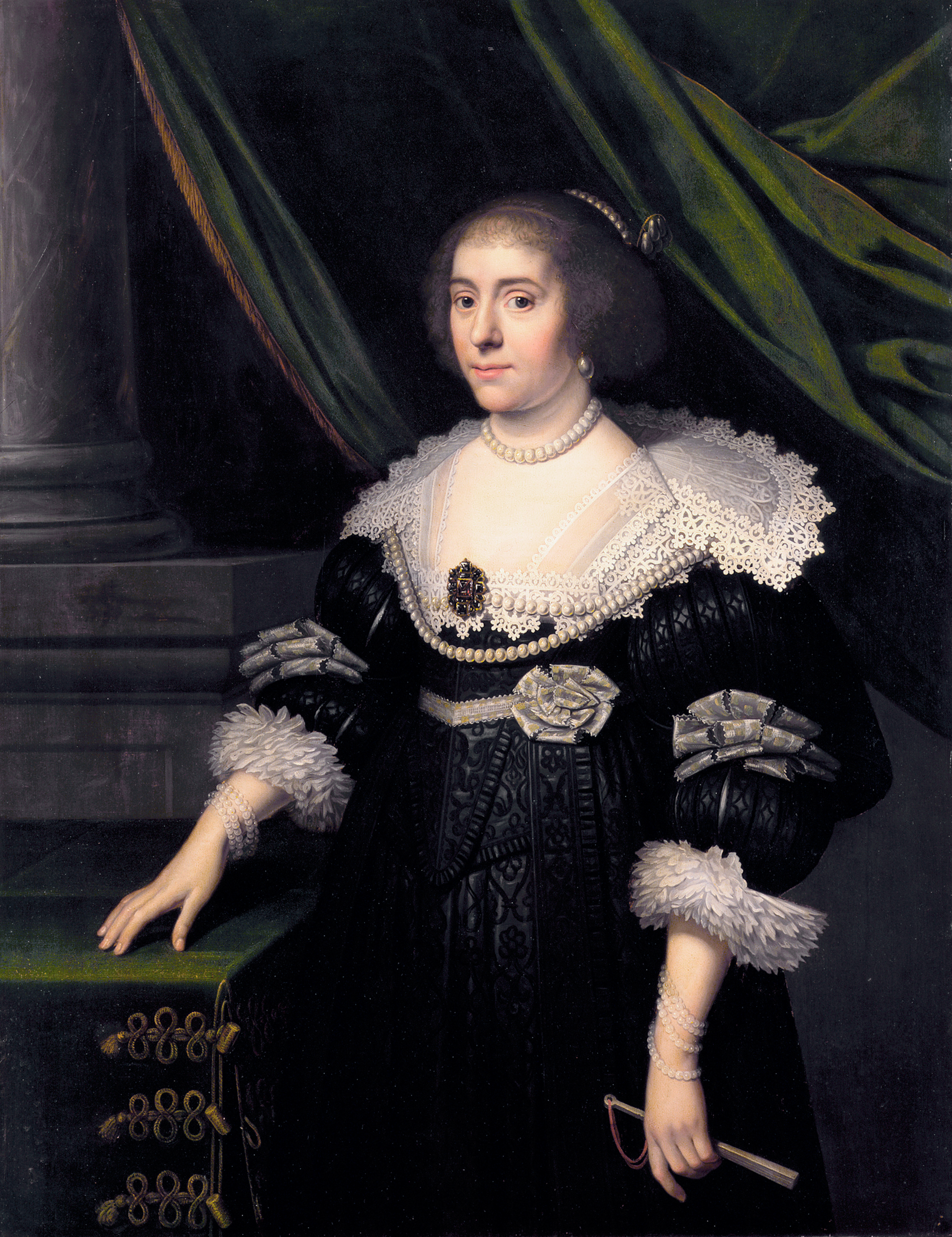
Amalia van Solms door Michiel van Mierevelt

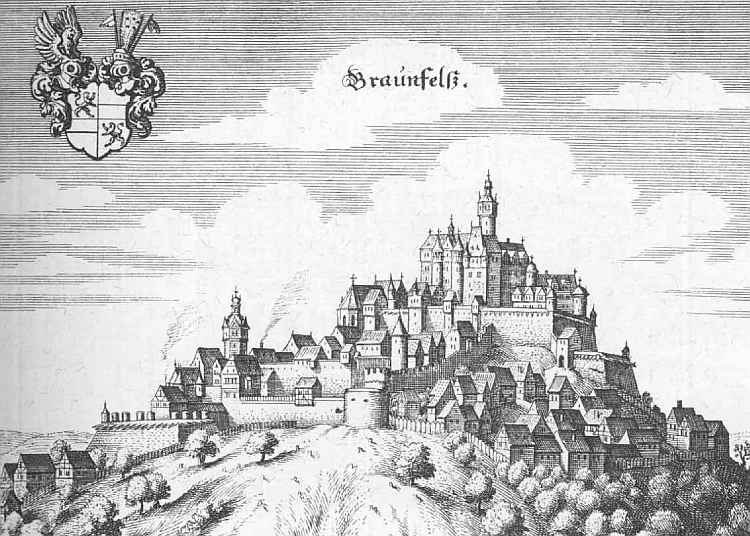
Slot Braunfels omstreeks 1655

Slot Braunfels is een slot gelegen in het Hessische luchtkuuroord Braunfels en is sinds de 13e eeuw zetel van de Graven von Solms. Vandaag de dag is het slot in familiebezit van de Graven von Oppersdorff zu Solms-Braunfels.

## Beroemde bewoners
- Amalia gravin van Solms-Braunfels, Slot Braunfels, 31 augustus 1602 - Den Haag, 8 september 1675. Als Prinses van Oranje speelde deze gravin van Solms een opmerkelijke en belangrijke rol in de Republiek der Verenigde Nederlanden, zowel op (internationaal) staatkundig als op cultureel gebied.

## Historie
Het slot wordt het eerst genoemd in oorkonden uit 1246 als „castellum bruninvels”. Oorspronkelijk bedoeld als een verdedigingsburcht tegen de Graven van Nassau, werd het sinds 1280 gebruikt als woonverblijf en sinds 1384 als hoofdverblijf van de Graven van Solms.
Door de komst van vuurwapens liet graaf Otto II de burcht rond 1500 tot vesting met verdedigingstorens en wallen uitbreiden. Uit deze tijd stamt ook de laatgotische slotkerk.
Tijdens de Dertigjarige Oorlog is het slot tijdens hevige gevechten zwaar beschadigd geraakt. Graaf Johann Albrecht I zu Solms-Braunfels – „Großhofmeister“ van Frederik V van de Palts – vluchtte na de Slag op de Witte Berg met zijn familie en gehele hofhouding naar Nederland. Zijn dochter Amalia van Solms trouwde daar in 1625 met de zoon van Willem van Oranje, Frederik Hendrik van Oranje, de latere Stadhouder van de Republiek der Zeven Verenigde Nederlanden.
In opdracht van de Keizer Ferdinand II, werd het kasteel in 1621 bezet door Spaanse troepen. Graaf Philipp Moritz von Hohensolms slaagde er in 1629 in, na een lang beleg, de stad en het slot te bevrijden. Kort daarna werd het kasteel opnieuw veroverd, dit keer door Zweedse troepen. Na verdere bezettingen door keizerlijke (in 1634) en Nassau-Dillenburgische troepen kon uiteindelijk graaf Johann Albrecht II zu Solms in 1641 het zwaar gehavende slot terugveroveren.
De in Utrecht (stad) geboren (Latijn: Ultraiectum) graaf Heinrich Trajectinus was als hoog militair in dienst van de Stadhouders van Oranje-Nassau en zorgde ervoor, dat de stad Braunfels en zijn slot weer werden opgebouwd. Zijn opvolger, graaf Wilhelm Moritz, liet het slot in het begin van de 18e eeuw verbouwen tot een barokke residentie. Het huidige marktplein in Braunfels stamt uit deze periode.
In 1742 werd het Huis Solms-Braunfels verheven in de vorstenstand en Braunfels werd voor korte tijd een eigen vorstendom binnen het Heilige Roomse Rijk. Na het einde van het Heilige Roomse Rijk werd Braunfels eerst deel van het Hertogdom Nassau en vanaf 1866 van Pruisen.
Tijdens het bewind van vorst Ferdinand kreeg het slot rond 1845 zijn neogotische stijlelementen. Vanaf 1880 werd het slot door vorst Georg en zijn Italiaanse vrouw Emanuela ingrijpend verbouwd in de stijl van het Historisme. Bouwmeesters waren Edwin Oppler, Hugo von Ritgen en Rudolf Wiegmann, die zich onder andere lieten inspireren door de Franse architecten Eugène Viollet-le-Duc, en Émile en Paul Boeswillwald.
De laatste vorst, Georg Friedrich zu Solms-Braunfels, stierf in 1970. Hij liet het slot en het beheer na aan zijn schoonzoon Hans Georg Graf von Oppersdorff Solms-Braunfels (1920-2003).
Vandaag de dag draagt de familie zorg voor het behoud en onderhoud van het slot en zijn delen opengesteld voor het publiek.